# Porfir

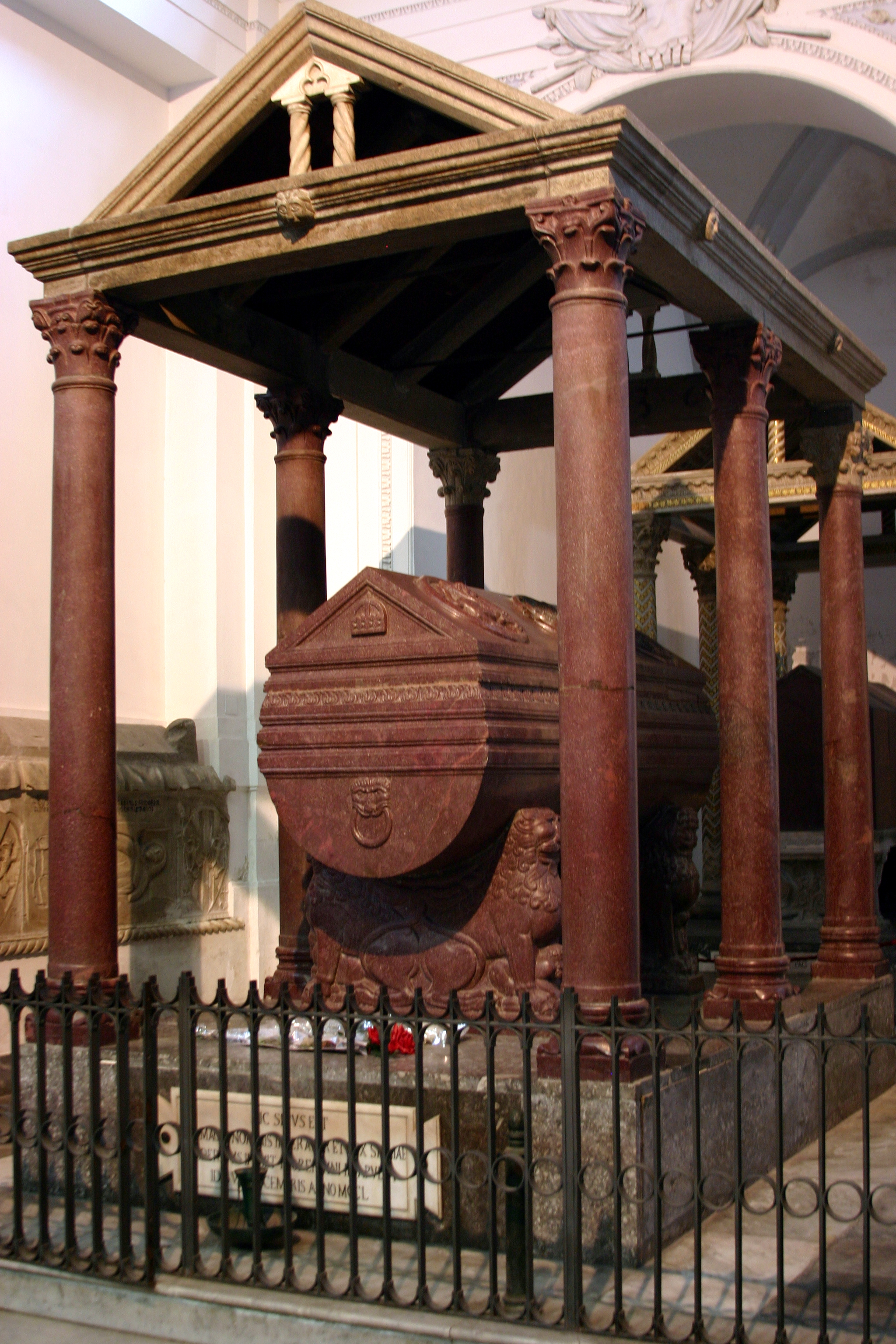
Palermo: sarkofag Fryderyka II wykonany z porfiru

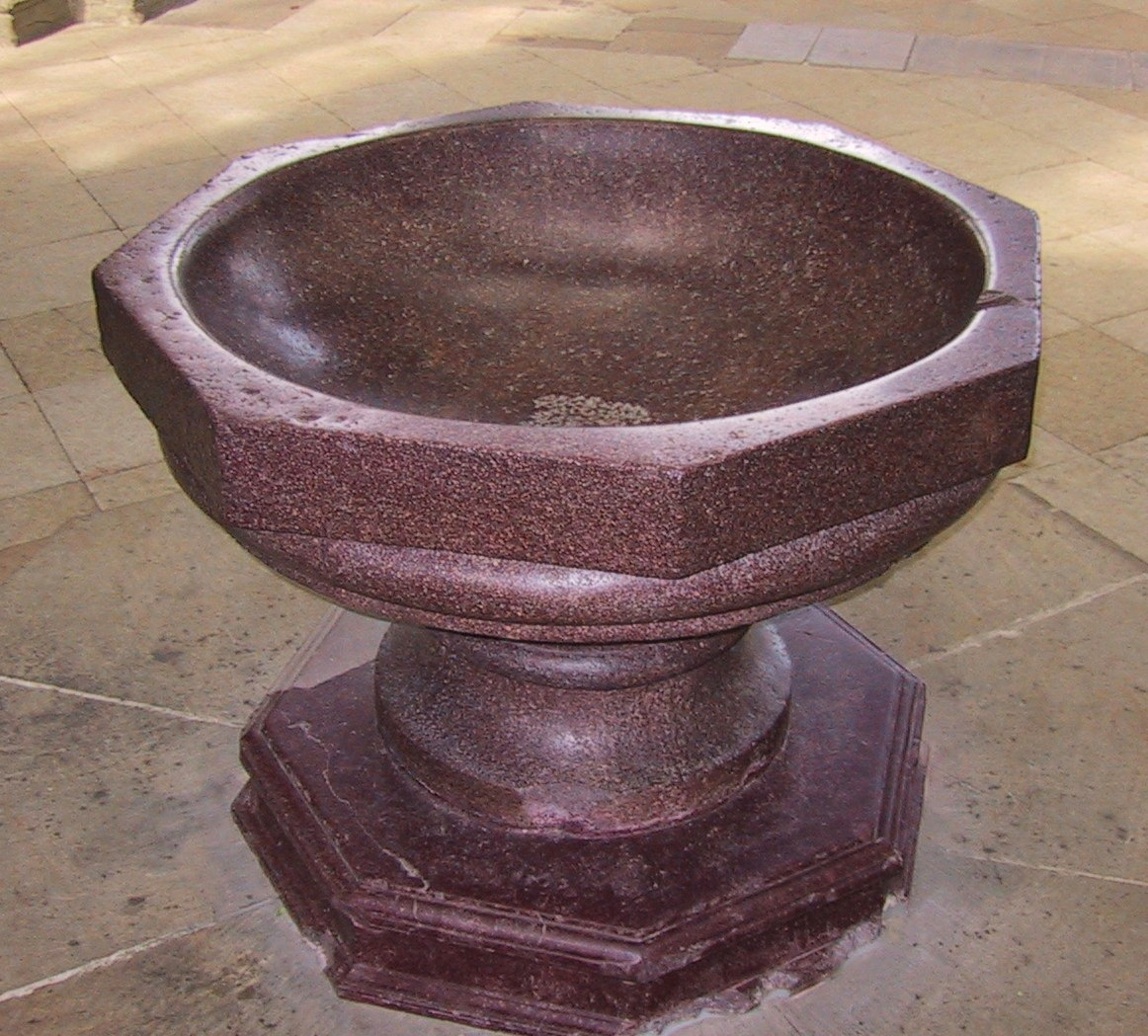
Porfir

Porfir (stgr. πορφύρα, „purpura”) – potoczna nazwa stosowana do określania magmowych skał wulkanicznych lub żyłowych, posiadających strukturę porfirową. Wewnętrzna struktura tych skał składa się z kwarcu i skaleni.

## Właściwości
Porfir ma barwę ciemnoróżową lub zielonkawą. Najlepsze odmiany tej skały charakteryzują się odpornością na ścieranie i działanie warunków atmosferycznych, porównywalną z granitem, a także łatwością w obróbce i polerowaniu. Jest szczególnie polecany do produkcji kostki brukowej.

## Występowanie
W Polsce Porfir występuje w miejscowości Miękinia, Pagorzyna w Małopolsce w okolicach Krakowa (Kopalnia Porfiru Zalas) oraz w dzielnicy Dąbrowy Górniczej Gołonóg. 

## Odmiany
Wyróżnia się porfiry: kwarcowe – należące do grupy skał kwaśnych, charakteryzujące się występowaniem jasnych prakryształów kwarcu (np. ryolit, dacyt) oraz bezkwarcowe – należące do grupy skał obojętnych zawierające prakryształy skaleni, piroksenów i amfiboli (np. trachit, latyt, andezyt).

## Zastosowanie
Produkty z porfiru stały się popularne od czasów Kleopatry VII Wielkiej, do której należała jedyna na świecie kopalnia tego surowca. Kamień ten był używany przez rzymskich cesarzy do produkcji swoich posągów (togi) i luksusowych przedmiotów, do ozdoby wnętrza Panteonu w Rzymie. Używany był także w Cesarstwie Bizantyjskim. Z porfiru wykonano między innymi wciąż stojącą, 30-metrową Kolumnę Konstantyna w Konstantynopolu. Porfirowych kolumn użył także Justynian I Wielki do budowy Kościoła Mądrości Bożej. Również „porfirowa komnata” w Wielkim Pałacu w Konstantynopolu, od podłogi aż po sufit była wyłożona porfirem (urodzony w niej potomek basileusa zwany był „Porfirogenetą”). Wydobyty w kamieniołomie porfir z początku nie wygląda zachwycająco, lecz wyrzeźbiony i wypolerowany prezentuje bardzo efektowny purpurowy kolor.

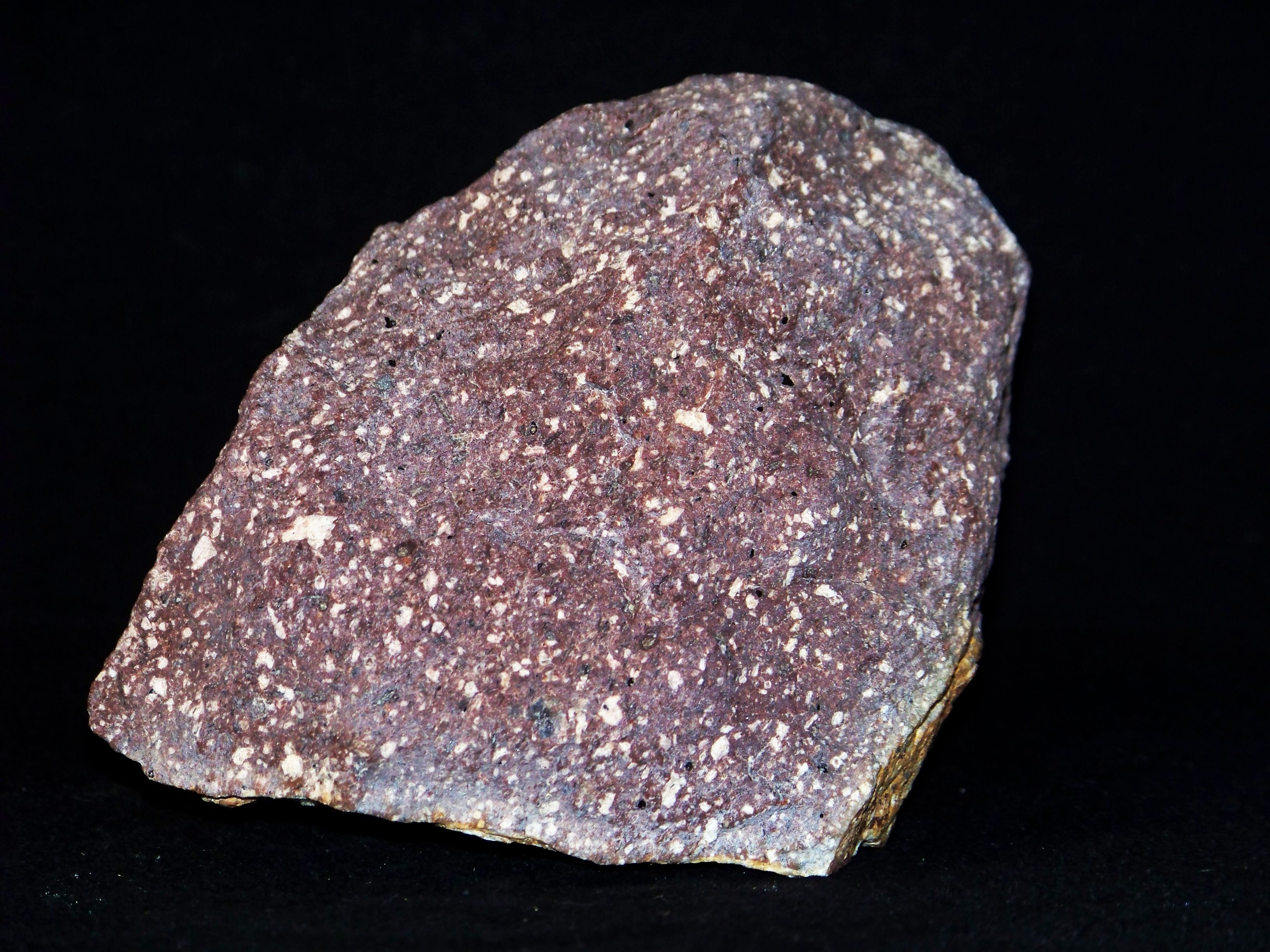
Bezkwarcowy porfir, barwa brunatna pochodzi od tlenków żelaza, kopalnia porfiru Zalas, okolice Krakowa
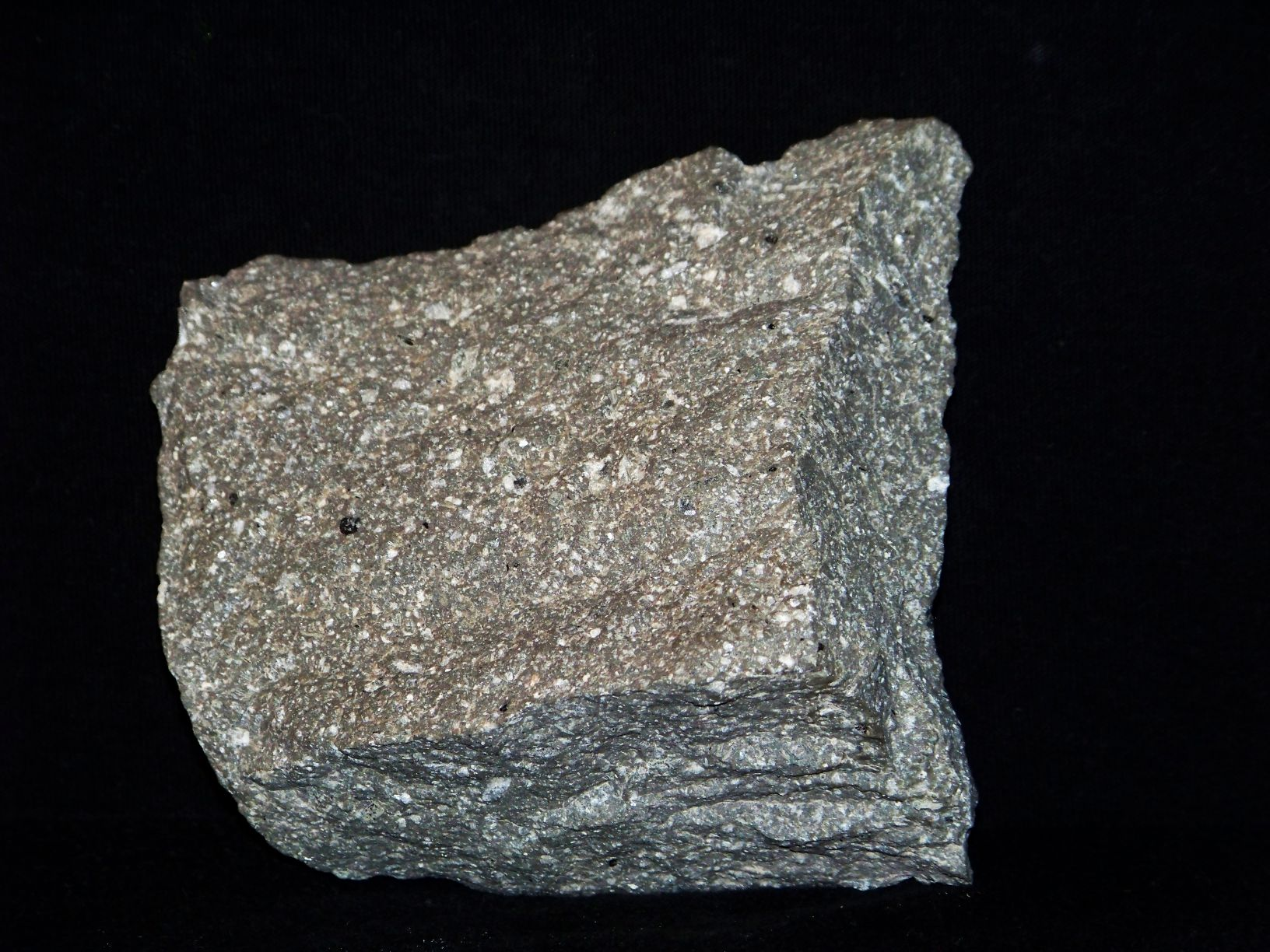
Porfir o składzie mineralnym zbliżonym do ryolitu, kop. Zalas
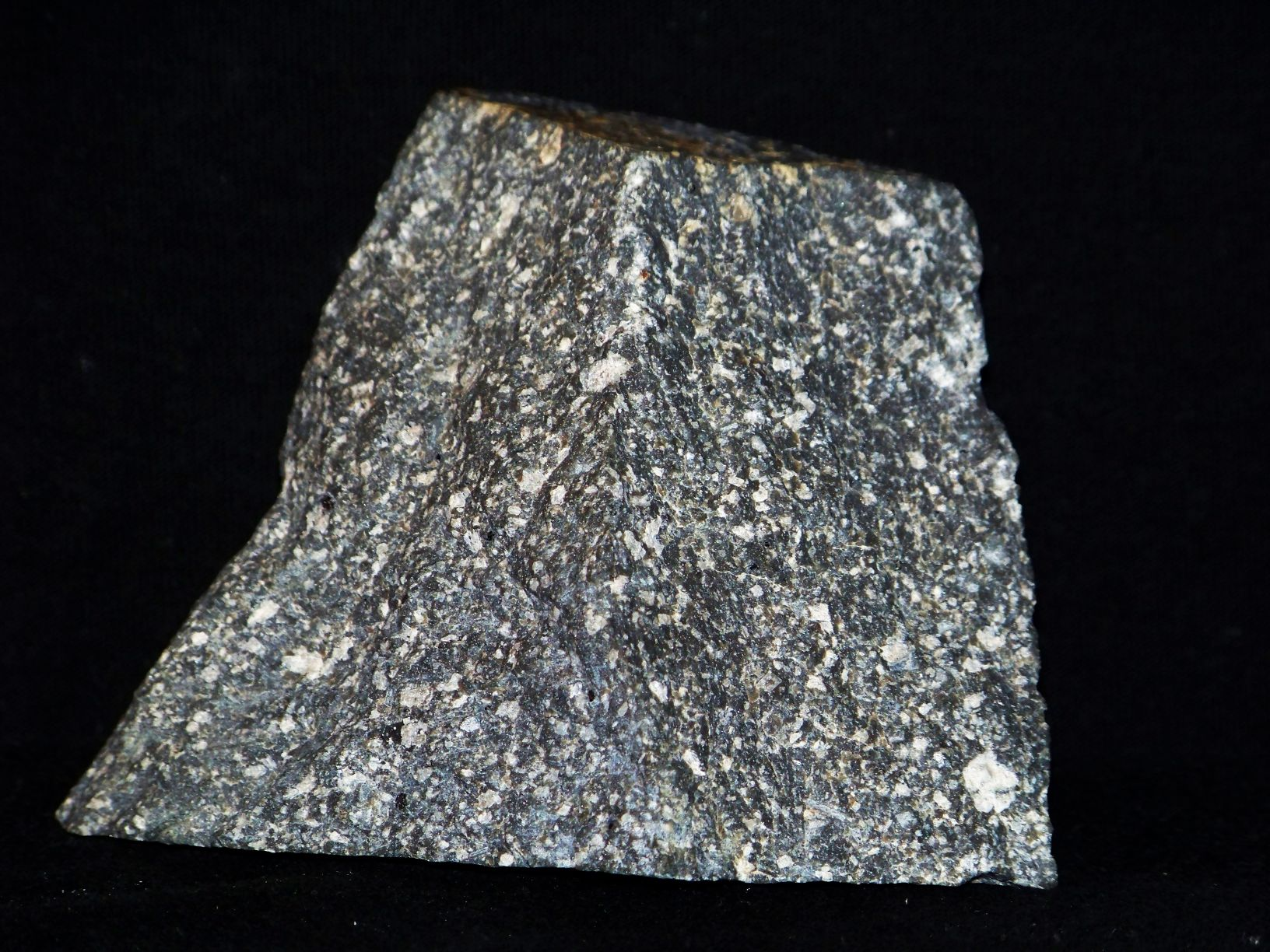
Porfir bezkwarcowy zawierający skalenie, biotyt i pirokseny, kop. Zalas
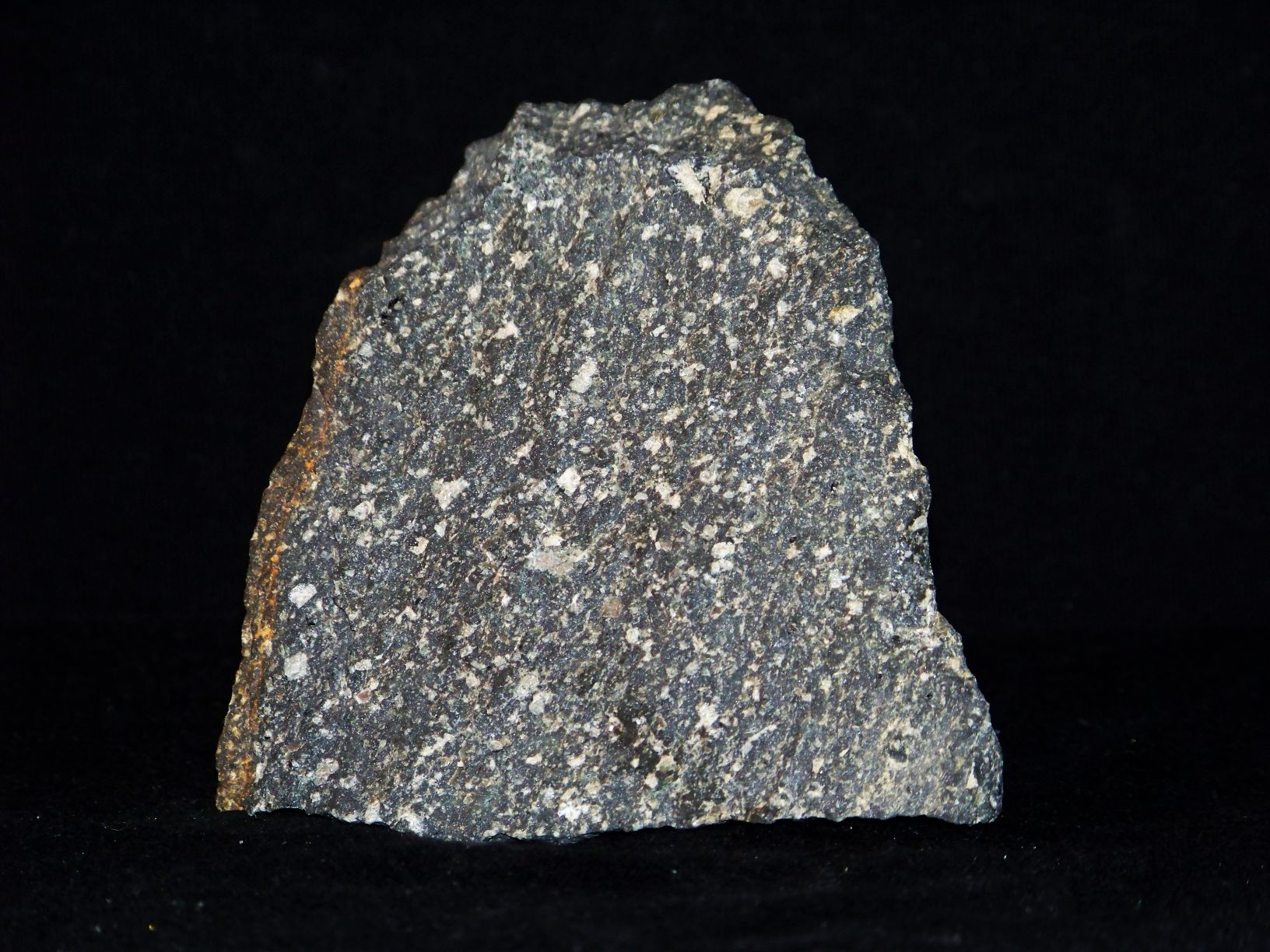
Porfir bezkwarcowy zawierający skalenie, biotyt i pirokseny, kop. Zalas
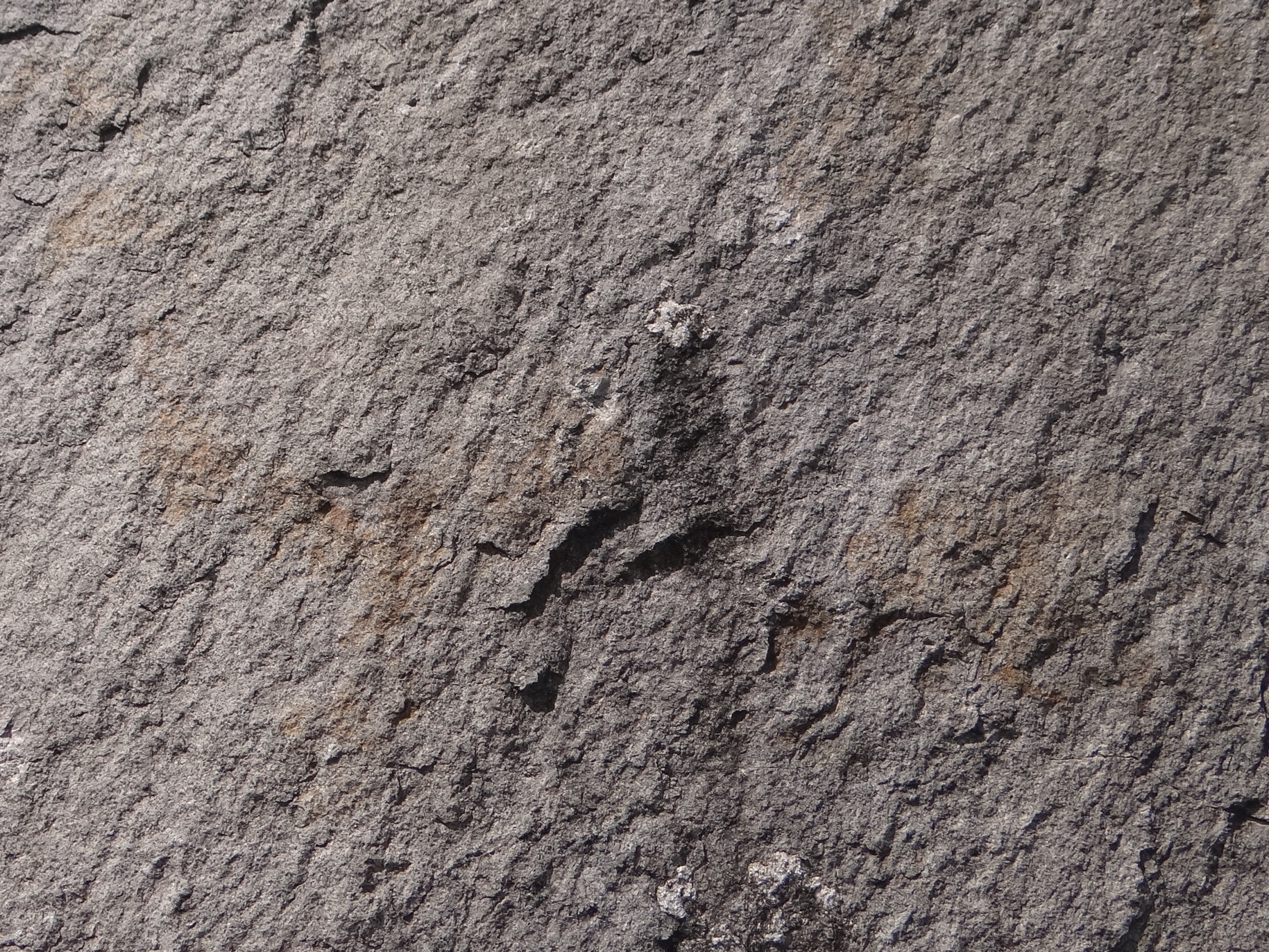
Porfir z Kamieniołomu w Miękini